# Adelius cadmium
Adelius cadmium är en stekelart som först beskrevs av Papp 2003.  Adelius cadmium ingår i släktet Adelius och familjen bracksteklar. Inga underarter finns listade i Catalogue of Life.